# Пилойнс (Риу-Гранди-ду-Норти)
Пилойнс (порт. Pilões) — муниципалитет в Бразилии, входит в штат Риу-Гранди-ду-Норти. Составная часть мезорегиона Запад штата Риу-Гранди-ду-Норти. Входит в экономико-статистический микрорегион Пау-дус-Феррус. Население составляет 3624 человека на 2006 год. Занимает площадь 82,691 км². Плотность населения — 43,8 чел./км².
Праздник города — 19 августа.

## Статистика
- Валовой внутренний продукт на 2003 год составляет 6 764 775,00 реалов (данные: Бразильский институт географии и статистики).
- Валовой внутренний продукт на душу населения на 2003 год составляет 2025,99 реалов (данные: Бразильский институт географии и статистики).
- Индекс развития человеческого потенциала на 2000 год составляет 0,643 (данные: Программа развития ООН).